# Jacky Vidot
Pour les articles homonymes, voir Vidot.
Jacky Vidot (né le 1er août 1964 à Saint Denis) est un ancien joueur et de football réunionnais qui évoluait au poste de défenseur.

## Biographie
Jacky Vidot est formé à l'INF Vichy, dans la même promotion que Jean-Pierre Papin. 
Il joue principalement pour l'En Avant de Guingamp, club qu'il sert pendant près de dix ans, où il est notamment capitaine entre 1984 et 1993. 
Il prend définitivement sa retraite au terme de la saison 1992-1993 à l'âge de 29 ans.
En 1997 il remporte comme capitaine du CS Saint-Denis la Coupe des DOM-TOM, aux côtés de Luc Sonor.
Il a un fils, Junior Vidot, qui a joué avec la réserve du FC Lorient. Il est le frère de Noël Vidot.

## Palmarès
- Champion de France de National en 1994 avec l'En Avant de Guingamp

## Statistiques
| Saison      | Club                 | Pays   | Division | Championnat        |
| ----------- | -------------------- | ------ | -------- | ------------------ |
| 1984 - 1985 | En Avant de Guingamp | France | Ligue 2  | 29 matchs / 0 but  |
| 1985 - 1986 | En Avant de Guingamp | France | Ligue 2  | 35 matchs / 1 but  |
| 1986 - 1987 | En Avant de Guingamp | France | Ligue 2  | 22 matchs / 0 but  |
| 1987 - 1988 | En Avant de Guingamp | France | Ligue 2  | 32 matchs / 0 but  |
| 1988 - 1989 | En Avant de Guingamp | France | Ligue 2  | 31 matchs / 0 but  |
| 1989 - 1990 | En Avant de Guingamp | France | Ligue 2  | 33 matchs / 0 but  |
| 1990 - 1991 | En Avant de Guingamp | France | Ligue 2  | 31 matchs / 0 but  |
| 1991 - 1992 | En Avant de Guingamp | France | Ligue 2  | 34 matchs / 4 buts |
| 1992 - 1993 | En Avant de Guingamp | France | Ligue 2  | 31 matchs / 1 but  |